# Poor Re-Touring Me Tour
Poor Re-Touring Me Tour – trasa koncertowa zespołu Metallica, która trwała od 1997 do 1999 roku. W 1997 roku obejmowała 1 koncert w Stanach Zjednoczonych i 8 w Europie. W 1998 roku obejmowała 11 koncertów w Australii, 2 w Nowej Zelandii, 2 w Korei Południowej, 8 w Japonii oraz 38 w Stanach Zjednoczonych. W 1999 roku obejmowała 5 koncertów w Stanach Zjednoczonych. Jako support wystąpił zespół Days of the New oraz gitarzysta Alice in Chains Jerry Cantrell.

## Program koncertów
1. So What
2. Master of Puppets
3. King Nothing
4. Sad But True
5. Fuel
6. The Memory Remains
7. Bleeding Me
8. Nothing Else Matters
9. Until It Sleeps
10. For Whom The Bell Tolls
11. Wherever I May Roam
12. One
13. Kill/Ride Medley
14. Low Man’s Lyrics (akustycznie)
15. The Four Horsemen (akustycznie)
16. Motorbreath (akustycznie)
17. Creeping Death
18. Enter Sandman
19. Battery

## Lista koncertów

### 1997
Europa
1. 22 sierpnia – Hasselt, Belgia – Pukkelpop
2. 23 sierpnia – Stuttgart, Niemcy – Blindman's Ball
3. 24 sierpnia – Reading, Anglia – Reading Festival
4. 11 listopada – Filadelfia, Pensylwania, Stany Zjednoczone – Core States Center Parking Lot
5. 13 listopada 1997 – Londyn, Anglia – Ministry of Sound
6. 15 listopada 1997 – Hamburg, Niemcy – Hamburg Docks
7. 16 listopada 1997 – Sztokholm, Szwecja – Hofbräuhaus
8. 17 listopada 1997 – Kopenhaga, Dania – Den Grå Hall
9. 18 listopada 1997 – Paryż, Francja – Élysée Montmarte

### 1998
Australia i Nowa Zelandia
1. 2 kwietnia 1998 – Newcastle, Australia – Newcastle Entertainment Centre
2. 3 kwietnia 1998 – Sydney, Australia – Sydney Entertainment Centre
3. 4 kwietnia 1998 – Sydney, Australia – Sydney Entertainment Centre
4. 6 kwietnia 1998 – Melbourne, Australia – Melbourne Park
5. 7 kwietnia 1998 – Melbourne, Australia – Melbourne Park
6. 9 kwietnia 1998 – Adelaide, Australia – Adelaide Entertainment Centre
7. 11 kwietnia 1998 – Perth, Australia – Perth Entertainment Centre
8. 12 kwietnia 1998 – Perth, Australia – Perth Entertainment Centre
9. 17 kwietnia 1998 – Wellington, Nowa Zelandia – Queen’s Wharf
10. 18 kwietnia 1998 – Auckland, Nowa Zelandia – Mt. Smart Supertop
11. 20 kwietnia 1988 – Brisbane, Australia – Brisbane Entertainment Centre

Azja
1. 24 kwietnia 1998 – Seul, Korea Południowa – Olympic Gymnasium
2. 25 kwietnia 1998 – Seul, Korea Południowa – Olympic Gymnasium
3. 27 kwietnia 1998 – Jokohama, Japonia – Yokohama Arena
4. 29 kwietnia 1998 – Nagoja, Japonia – Rainbow Hall
5. 30 kwietnia 1998 – Osaka, Japonia – Castle Hall
6. 2 maja 1998 – Hiroszima, Japonia – Sun Plaza
7. 3 maja 1998 – Fukuoka, Japonia – Fukuoka Convention Center
8. 6 maja 1998 – Tokio, Japonia – Budōkan
9. 7 maja 1998 – Tokio, Japonia – Budōkan
10. 8 maja 1988 – Tokio, Japonia – Yoyogi Olympic Hall

Ameryka Północna
1. 24 czerwca 1998 – West Palm Beach, Floryda, Stany Zjednoczone – Coral Sky Amphitheatre
2. 26 czerwca 1998 – Atlanta, Georgia, Stany Zjednoczone – Lakewood Amphitheatre
3. 27 czerwca 1998 – Charlotte, Karolina Północna, Stany Zjednoczone – Blockbuster Pavillion
4. 28 czerwca 1998 – Bristow, Wirginia, Stany Zjednoczone – Nissan Pavillion
5. 30 czerwca 1998 – Virginia Beach, Wirginia, Stany Zjednoczone – Virginia Beach Amphitheatre
6. 1 lipca 1998 – Columbia, Maryland, Stany Zjednoczone – Merriweather Post Pavillion
7. 3 lipca 1998 – Toronto, Kanada – Molson Amphitheatre
8. 4 lipca 1998 – Columbus, Ohio, Stany Zjednoczone – Polaris Amphitheatre
9. 5 lipca 1998 – Pecatonica, Illinois, Stany Zjednoczone – Winnebago County Fairgrounds
10. 7 lipca 1998 – Cincinnati, Ohio, Stany Zjednoczone – Riverbend Music Center
11. 8 lipca 1998 – Cuyahoga Falls, Ohio, Stany Zjednoczone – Blossom Music Center
12. 10 lipca 1998 – Clarkston, Michigan, Stany Zjednoczone – Pine Knob Music Center
13. 11 lipca 1998 – Clarkston, Michigan, Stany Zjednoczone – Pine Knob Music Center
14. 12 lipca 1998 – Darien, Nowy Jork(stan)|Nowy Jork, Stany Zjednoczone – Darien Lake Amphitheatre
15. 15 lipca 1998 – Camden, New Jersey, Stany Zjednoczone – Blockbuster Sony Music Entertainment Centre
16. 17 lipca 1998 – East Rutherford, New Jersey, Stany Zjednoczone – Giants Stadium
17. 18 lipca 1988 – Mansfield, Massachusetts, Stany Zjednoczone – Great Woods
18. 19 lipca 1988 – Mansfield, Massachusetts, Stany Zjednoczone – Great Woods
19. 21 lipca 1988 – Hartford, Connecticut, Stany Zjednoczone – Meadows Music Theatre
20. 22 lipca 1998 – Burgettstown, Pensylwania, Stany Zjednoczone – Star Lake Amphitheatre
21. 24 lipca 1998 – Antioch, Tennessee, Stany Zjednoczone – Starwood Amphitheatre
22. 26 lipca 1998 – Milwaukee, Wisconsin, Stany Zjednoczone – Marcus Center
23. 28 lipca 1998 – Maryland Heights, Missouri, Stany Zjednoczone – Riverport Amphitheatre
24. 29 lipca 1998 – Bonner Springs, Kansas, Stany Zjednoczone – Sandstone Amphitheatre
25. 31 lipca 1998 – Dallas, Teksas, Stany Zjednoczone – Starplex Amphitheatre
26. 1 sierpnia 1998 – San Antonio, Teksas, Stany Zjednoczone – Retama Park Polo Field
27. 2 sierpnia 1998 – The Woondland, Teksas, Stany Zjednoczone – CW Mitchell Pavillion
28. 28 sierpnia 1998 – Laguna Hills, Kalifornia, Stany Zjednoczone – Irvine Meadows Amphitheatre
29. 30 sierpnia 1998 – Mountain View, Kalifornia, Stany Zjednoczone – Shoreline Amphitheatre
30. 1 września 1998 – Sacramento, Kalifornia, Stany Zjednoczone – Cal Expo
31. 3 września 1998 – Portland, Oregon, Stany Zjednoczone – Portland Meadows
32. 4 września 1998 – Vancouver, Kanada – Thunderbird Stadium
33. 5 września 1998 – George, Waszyngton, Stany Zjednoczone – The Gorge Amphitheatre
34. 7 września 1998 – Ogden, Utah, Stany Zjednoczone – Stewart Stadium
35. 8 września 1998 – Greenwood Village, Kolorado, Stany Zjednoczone – Fiddler’s Green Amphitheatre
36. 11 września 1998 – Phoenix, Arizona, Stany Zjednoczone – Desert Sky Pavillion
37. 12 września 1998 – Las Vegas, Nevada, Stany Zjednoczone – Cashman Field
38. 13 września 1998 – Chula Vista, Kalifornia, Stany Zjednoczone – Coors Amphitheatre

### 1999
Ameryka Północna
1. 11 kwietnia 1999 – Honolulu, Hawaje, Stany Zjednoczone – Neal S. Blaisdell Center
2. 12 kwietnia 1999 – Honolulu, Hawaje, Stany Zjednoczone – Neal S. Blaisdell Center
3. 14 kwietnia 1999 – Anchorage, Alaska, Stany Zjednoczone – George M. Sullivan Arena
4. 21 kwietnia 1999 – Berkeley, Kalifornia, Stany Zjednoczone – Berkeley Community Theatre
5. 22 kwietnia 1999 – Berkeley, Kalifornia, Stany Zjednoczone – Berkeley Community Theatre